# Потребителско поведение
Потребителското поведение е интердисциплинарна област, която се занимава с изследването кога, защо, как и къде хората купуват или не даден продукт. В нея се съчетават множество елементи от различни сфери на психологията, социологията, социалната антропология и икономиката. Изучаването на потребителското поведение се опитва да разбере процесите за вземане на решение от отделния индивид и в група. То изучава индивидуалните демографски характеристики и поведенческите особености на хората в желанието си да разбере потребителските желания. Основна задача на проучванията на потребителското поведение е и установяването как влияят близките до индивида групи като семейство, приятели и обществото като цяло.
Изучаването на потребителското поведение е базирано върху поведението на потребителите при пазаруване, като клиентът играе три различни роли на потребител, платец и купувач.

## Етапи в процеса на вземане на потребителско решение

### Установяване на проблема
Потребителят открива коя потребност не е задоволена.

### Търсене на информация/ Информационно търсене
Когато потребителят вече е открил, че има проблем – някоя от потребностите му не е задоволена, то той търси информация за продукти и услуги, които могат да решат този проблем. „Belch and Belch“ (2007) обясняват, че потребителите предприемат вътрешно (в паметта) и външно търсене. Източниците на информация биват лични, търговски, публични и личния опит.
Вътрешният психологически процес, който се асоциира с информационното търсене, е възприятието. То се определя като процес, при който индивидът получава, избира, организира и интерпретира информацията, за да получи смислена картина на света. Възприятието предопределя какво вижда потребителят (като удовлетворяване на потребността) и какво чувства. То включва придобиване на информация и абстракция. Абстракция е процесът, при който човекът свежда информацията за продукта до няколко важни представи.

### Оценяване на информацията / алтернативите
На този етап потребителят сравнява марките и продуктите, които са предизвикали интерес у него. Потребителят оценява алтернативите по функционалност и психологически облаги.

### Решение за покупка
След като алтернативите са оценени, потребителят е готов да вземе решение за покупка, но невинаги желанието води до покупка. За да насърчи потребителя в намерението му за покупка, маркетинговата организация може да използва разнообразни техники: възможности за кредит, разсрочено плащане или промоции.

### Оценка след покупката
Тук потребителят оценява своето задоволство или недоволство от направената покупка.

## Фактори, определящи потребителското поведение

### Вътрешни влияния
Потребителското поведение е повлияно от демографски, психогеографски, личностни характеристики, мотивация, вярвания, ценности и чувства.

### Външни влияния
Потребителското поведение се влияе от културата, субкултурите, етноса, семейството, социалния статус, опита в социални групи, начина на живот, пола и други фактори.